# Nikanor (Bogunović)
Nikanor, imię świeckie Veljko Bogunović (ur. 20 sierpnia 1952 w Medve) – serbski duchowny prawosławny, od 2003 biskup banacki.

## Życiorys
W latach 1968–1973 studiował w seminarium Krka. 27 sierpnia 1975 r. został mnichem, a następnego dnia diakonem. Do 1979 r. przebywał Siergijew Posadzie (wówczas Zagorsku). Święcenia prezbiteratu przyjął 1 stycznia 1978 r. 11 sierpnia 1985 r. otrzymał chirotonię biskupią jako biskup Hvostanu i administrator Czarnogóry. W latach 1991–1999 był biskupem górnokarłowickim, a 1999–2003 australijskim i nowozelandzkim. W roku 2003 mianowany został biskupem banackim.